# Pimai
Pimai ókori egyiptomi herceg, a líbiai meswes törzs főnöke volt a XXII. dinasztia idején.

## Élete
III. Sesonk fáraó fia volt. Apja uralkodása idején töltötte be a meswes törzs főnöke pozíciót. Korábban úgy tartották, azonos a Pami nevű fáraóval, és követte apját a trónon, de 1993-ban Aidan Dodson az újabb régészeti bizonyítékok alapján fényt derített arra, hogy III. Sesonkot egy újonnan felfedezett taniszi uralkodó, IV. Sesonk követte a trónon, Pimai pedig nem azonos Pamival, mert nevük írásmódja és jelentése eltér – Pimai neve jelentése „az oroszlán”, Pamié „a macska”. Amennyiben Pimai túlélte volna apját, ő követte volna a trónon, nem a kevéssé ismert IV. Sesonk, akit a korabeli források nem említenek III. Sesonk fiaként. Így bizonyosnak tűnik, hogy III. Sesonk minden fiát túlélte közel négy évtizedes uralkodása alatt.
Lehetséges, hogy Pimai betöltötte a Nílus-delta nyugati részén fekvő Szaisz kormányzójának pozícióját is, mert egy számára készített szoborcsoport előkerült a városban. Amennyiben így van, úgy nem közvetlenül Oszorkon meswes törzsfő követte, akit pedig a XXIV. dinasztia első fáraója, Tefnaht követett ezen a poszton.

## Fordítás
- Ez a szócikk részben vagy egészben  a   Pimay című angol Wikipédia-szócikk ezen változatának fordításán alapul.  Az eredeti cikk szerkesztőit annak laptörténete sorolja fel. Ez a jelzés csupán a megfogalmazás eredetét és a szerzői jogokat jelzi, nem szolgál a cikkben szereplő információk forrásmegjelöléseként.